# Шайи, Эрик
Эри́к Шайи́ (Éric Chahi, 21 октября 1967 года, Йер, Франция) — французский программист, графический дизайнер и разработчик компьютерных игр, наиболее известен как создатель известной компьютерной игры Another World.

## Another World
Работая художником-мультипликатором в компании Chips, выпускающей компьютерные игры, Эрик Шайи загорелся идеей сделать собственную игру. Больше всего его впечатлила кинематографическая игра Dragon's Lair для Amiga. Шайи решил сделать игру без текста и без статус-строки — всё, что хотел выразить автор, выражается посредством геймплея и видеовставок. В игре была применена новая на то время технология векторного морфинга, ставшая предтечей Macromedia Flash. Это сократило объём: вместо шести дискет Dragon’s Lair, игра полностью уместилась на одну 5-дюймовую дискету высокой плотности (1,2 Мегабайта).
Шайи разрабатывал игру в одиночку — лишь музыку написал Жан-Франсуа Фрейта (Jean-François Freitas). Разработка заняла два года. Первый год пошёл на написание движка и начальной заставки, второй — на всё остальное. Чёткого плана разработки не было, многое Шайи выдумывал на ходу.
Для записи видео применялась видеокамера, после этого ключевые кадры подготавливались методом ротоскопирования в самодельном векторном редакторе. Шайи нашёл видеоплеер, который мог показывать стоп-кадры (на то время не каждая модель была способна на такое), и подсоединил его через Genlock-плату к своей Amiga. По словам Шайи, плеер через некоторое время самоотключался, поэтому обрисовка каждого кадра напоминала гонку на время. Результатом этой кропотливой работы стало очень качественное и реалистичное воспроизведение движения персонажей при помощи довольно скромных технических средств, что, несомненно, способствовало успеху игры у пользователей. В этом отношении Another World схож с игрой Prince of Persia, построенной, однако, на совершенно ином (спрайтовом) графическом движке.
Скрипты программировались на простейшем ассемблероподобном языке с зачатками многозадачности.
Игра вышла под лозунгом: «Земля создавалась шесть дней. „Другой мир“ занял два года». Первая версия для Amiga стала объектом как восхвалений, так и критики. Шайи учёл всю критику и усовершенствовал игру (заодно добавив несколько новых локаций). С помощью Даниэля Море (Daniel Morais) был сделан порт для DOS.
После создания игры Шайи покинул Delphine Software. Уже без него вышел сиквел Heart of the Alien, прохладно принятый игроками. Впрочем, более позднюю игру Flashback: Quest of Identity, сделанную совсем в другом сеттинге, игроки приняли как продолжение.

## После Another World

### From Dust
Замысел собственного «симулятора бога» Эрик Шайи вынашивал не одно десятилетие. Конечно, здесь тоже не обошлось без интересной истории. «Это были 90-е. Во время путешествия в Вануату, пролетали вблизи местного вулкана по имени Ясур. Не знаю, уместно ли это назвать везением… „Врата ада“ были открыты. Передать словами восторг от увиденного — просто невозможно. Хотя и страх, вызванный извержением, описать также сложно. Тогда понял, что пока так и не сказал своего последнего слова в мире видеоигр. Мысли были только об одном. Как объединить красоту и богатство матушки природы с её невероятной жестокостью?» — с загадочной улыбкой рассказывает мсье Шайи.

## Игры, в разработке которых он участвовал
- 1983 Frog
- 1983 Carnaval
- 1984 Le Sceptre d’Anubis
- 1984 Doggy
- 1985 Infernal Runner
- 1986 Le Pacte
- 1987 Danger Street
- 1988 Journey to the Center of the Earth
- 1989 Joan of Arc: Siege and the Sword
- 1990 Future Wars
- 1991 Another World (В США игра вышла под названием Out of This World)
- 1998 Heart of Darkness
- 2004 Amiga Classix 4
- 2011 From Dust
- 2020 Paper Beast